# Eurotiomycetidae
Eurotiomycetidae é uma subclasse de Eurotiomycetes. Inclui 3 ordens.

## Literatura
- David M. Geiser et al.: Eurotiomycetes: Eurotiomycetidae and Chaetothyriomycetidae. In: Mycologia, Band 98, 2006, S. 1053–1064.
- D. S. Hibbett et al.: A higher-level phylogenetic classification of the Fungi. In: Mycological research, Mai 2007; III(5): 509-547. Epub 2007 13. März 2007. doi:10.1016/j.mycres.2007.03.004, (PDF; 1,3 MB)